# Battaglia di Roncisvalle
La battaglia di Roncisvalle (778 d.C.), sebbene ricordata come una delle più celebri battaglie condotte da Carlo Magno, re dei Franchi, in realtà non andrebbe considerata come una vera e propria battaglia e si discute anche se possa essere considerata come un episodio della Reconquista, visto che questa fu portata avanti dalle popolazioni iberiche di religione cristiana, mentre Roncisvalle fece parte di quelle operazioni militari con cui Carlo Magno cercò di ampliare il suo impero.
Questo scontro fu infatti un episodio bellico anomalo, amplificato in Occidente dalle chansons des gestes composte in langue d'oïl dai trovieri e in langue d'oc dai trovatori, anche se all'iter creativo del genere letterario dettero comunque il loro apporto anche giullari, giocolieri e uomini di cultura, che eternarono così sia il mito di un grande sovrano che espressamente si richiamava ai valori della fede cristiana e che se ne proclamava come il migliore e il più autorevole difensore, sia il mito dell'eroe impavido (il paladino Orlando) e del traditore pronto a vanificarne gli sforzi (Gano di Maganza).

## L'episodio storico
Il fatto si svolse in appendice al fallito tentativo del re franco di proporsi come difensore dei cristiani spagnoli, che vivevano sotto il giogo politico degli emiri musulmani omayyadi di al-Andalus.
Secondo un'ipotesi, Carlo Magno potrebbe aver risposto all'invito di qualche esponente musulmano che, nel gioco delle beghe interne alla politica di al-Andalus, potrebbe aver invitato il futuro Imperatore del Sacro Romano Impero ad affacciarsi nella Penisola iberica per disfarsi di qualche nemico politico. Attraversati i Pirenei nella primavera del 778, Carlo conquistò Pamplona e Barcellona, quindi, vista la mancata attuazione della promessa fattagli dal Wālī di Saragozza di aprirgli le porte della città, assediò Saragozza.
Alla notizia di un'insurrezione dei Sassoni, da poco sottomessi, Carlo abbandonò il campo e si mise di nuovo in marcia per rientrare in patria, lasciando Rolando/Orlando e la guardia reale con il bottino ottenuto durante la campagna militare. Durante il ritorno valicò col suo esercito le gole pirenaiche di Roncisvalle, dove vivevano popolazioni basche. I Baschi, solo in parte cristiani, desideravano avere buoni rapporti anche coi vicini musulmani. Carlo trascinava con sé come prigioniero un alto esponente arabo (Ibn al-Aʿrabī). I Baschi, al suo arrivo, fecero atto di omaggio al re franco, ma poi aggredirono la sua retroguardia (che fu annientata) e ne depredarono gli averi e i carriaggi (15 agosto). Inoltre liberarono Ibn al-Aʿrabī.
Nell'imboscata caddero il conte palatino Anselmo (figlio di Roberto I di Hesbaye), il siniscalco Eggihardo (o Aggiardo) e il conte palatino Rolando (Orlando), duca della Marca di Bretagna.
Il fatto d'armi (ben difficilmente si può parlare di vera e propria battaglia) era iniziato nel tardo pomeriggio di sabato 15 agosto 778 per arrestarsi al calar del sole, terminando l'indomani col totale annientamento della retroguardia dell'esercito franco e la razzia dell'intero bottino che i Franchi avevano conseguito a Barcellona e a Pamplona. Circa il luogo esatto ove l'evento accadde, regna l'incertezza assoluta. Sicuramente non avvenne lungo l'attuale strada che valica il passo pirenaico, perché - al tempo in cui si svolse l'attacco – essa non era ancora stata realizzata. Le uniche strade possibili di collegamento tra il territorio franco e la Spagna erano le strade costruite secoli prima dai Romani. Nell'area degli Alti Pirenei, dalle regioni della Navarra e dell'Aragona in direzione della Catalogna le strade romane – tuttora esistenti – erano diverse.
- La prima è la “Via ad Asturica ad Burdigalam” che partiva da Castra Legiones (l'attuale León) e terminava a Benearnum (attuale città francese di Béarn) prima di inserirsi nella strada che portava a Burdigala (attuale Bordeaux): nota anche come “Strada Napoleonica”, essa attraversa il passo, ma non segue il tracciato della strada moderna in quanto non passa per Ibaineta. Essa si colloca più ad est dell'attuale moderna via di comunicazione, ed attraversa i passi di Lepoeder e di Bentartea, presso la città di Aezkoa, in una serie di angusti tornanti sovrastati dal Monte Urkuilu, il luogo ideale per imboscate e per la guerriglia, anche contro un potente esercito che non trova spazio per potersi dispiegare. A favore di questa localizzazione sta il fatto che l'esercito franco prima partì da Saragozza e poi giunse a Pamplona, attraversata proprio da questa via.
- Un'altra strada romana che transita per questa regione è la “Via Cesar Augusta”: essa valica il passo di Selva de Oza, attraverso la Valle dell'eco, giusto al confine tra Aragona e Navarra. Essa inizia da Cæsaraugusta (la moderna Saragozza) e s'innesta nella via precedente. Anche questa potrebbe esser stata la via di ritirata dell'esercito di Carlo Magno dalla Spagna più per motivi geografici. Nelle descrizioni coeve o appena successive allo svolgimento dei fatti in questione, si descrive il luogo dello scontro come un sentiero costeggiato da burroni abbastanza largo per far transitare in colonna un esercito, con dirupi dai quali è facile tendere imboscate all'esercito che marcia. Rispetto al Passo di Roncisvalle questa località dista circa una trentina di chilometri.

L'infelice episodio convinse Carlo dell'ingenuità della fiducia che aveva riposto in alcuni capi musulmani del nord della Penisola iberica, privilegiando gli interessi immediati del suo regno, rendendo la frontiera più sicura. Quell'anno stesso, infatti, dette disposizioni perché fosse creato un Regno di Aquitania, che presidiasse validamente i Pirenei e i suoi valichi, destinandogli le città di Bourges, Bordeaux, Auch e Narbona. Per volere di Carlo, suo figlio, Ludovico, ottenne la corona d'Aquitania.
Il mancato sollevamento dell'elemento cristiano, presente nell'area coinvolta dalle operazioni carolinge, dimostra l'estraneità di qualsiasi molla religiosa nella vicenda, ridotta alla sua pura e semplice dimensione politica.

## La leggenda
L'evento passò alla storia in forma di poema che, inizialmente, fu trasmesso in forma orale. Nell'XI secolo, tale narrazione fu codificata nell'opera di un anonimo troviero, la Chanson de Roland. I nemici vi figurano come Saraceni e la disfatta dei Franchi assume ruolo cruciale nel più ampio quadro epico del Ciclo carolingio.

## I testi
Alcuni testi del periodo medievale tramandano in vario modo la storia di Roncisvalle; tra questi citiamo:
- Testi latini:
  - Eginardo, Vita Karoli Magni Imperatoris (Vita di Carlo Magno imperatore)  (da The Latin Library), biografia della vita dell'imperatore che allude anche alla battaglia ma senza citarne il luogo; l'epitaffio del siniscalco Oggiaro, citato in questo testo, permette di datare la battaglia.
  - Nota emiliane se, glossa a un manoscritto del 1070-1075 che nomina il luogo (Rosalba) e sei pari morti nella battaglia, i cui nomi sono già leggendari (Orlando, Oliviero, Turpino, Guglielmo d'Orange, Bertran e Ruggeri il Danese).
- Testi oitanici:
  - Turoldo?, Chanson de Roland, seconda metà dell'XI secolo, poema epico in lasse di decasillabi.
  - Galien le restare, XIII secolo, poema in lasse di alessandrini.
- Testi occitanici:
  - Ronald, 1398, e sullo stesso manoscritto Rollan a Saragossa.
  - Cronaca dello Psicoterapia, XII secolo, in latino ma di cui conserviamo anche la versione in provenzale.
- Testi spagnoli:
  - Cantar de Roncesvalles, XIII secolo, cantare scritto in lingua navarro-aragonese di cui si conserva solo un frammento di T100 versi, che corrisponde alla morte di Rinaldo.
  - Numerosi romances, brevi poemi che focalizzano un unico momento della storia, in doppi ottosillabi assonanzati: cfr. per esempio Cantar de Bernardo del Carpio (Orlando è ucciso da Bernardo), Cantar de doña Alda (Orlando è il promesso sposo di Alda), Cantar de Garros (Orlando è lo zio di Garros).
- Testi italiani:
  - L'Entrée d'Espagne, XIV secolo, canzone di gesta in lasse in lingua franco-italiana.
  - La Spagna in rima, XIV secolo, cantare in ottave.
  - La rotta di Roncisvalle, XIV secolo, altro cantare in ottave.
  - Orlando, XIV secolo, altro cantare in ottave. La fine del unico manoscritto non è stata conservata.
  - Li fatti di Spagna, testo in prosa scritto in dialetto veneto.
  - La Spagna in prosa, romanzo in prosa inedito.
  - Luigi Pulci, Morgante, 1478-1483.

Nei periodi successivi la fama di Orlando e delle sue gesta ha ispirato una quantità di testi letterari che ne riprendono la leggenda. Per citare testi italiani di grande merito artistico, ricordiamo l'Orlando innamorato di Matteo Maria Boiardo e l'Orlando furioso di Ludovico Ariosto, e per i testi spagnoli citiamo il Don Chisciotte di Cervantes nel quale il pazzo Don Chisciotte si paragona spesso a Orlando (cfr. libro I, capitoli XXV e XXVI).